# Jaime Juan Bleda
Jaime Juan Bleda (Algemesí, segle XVII) fou un frare dominic que fundà l'any 1590 el Convent Sant Vicent Ferrer a AlgemesíPlantilla:Pastor Fuster i autor de diversos escrits:
- Libro de la cofradía de la Minerua: en el qual se escriuen mas de dozientos y cinquenta milagros del Santísimo Sacramento del Altar (València, 1600);
- Vida y milagros del glorioso S. Isidro el Labrador (Madrid, 1622);
- Defensio fidei in causa neophytorum siue Morischorum Regni Valentiae totiusque Hispaniae (1610);
- Coronica de los moros de España (València, 1618).